# ريتشارد نيفيل (إيرل وارويك السادس عشر)

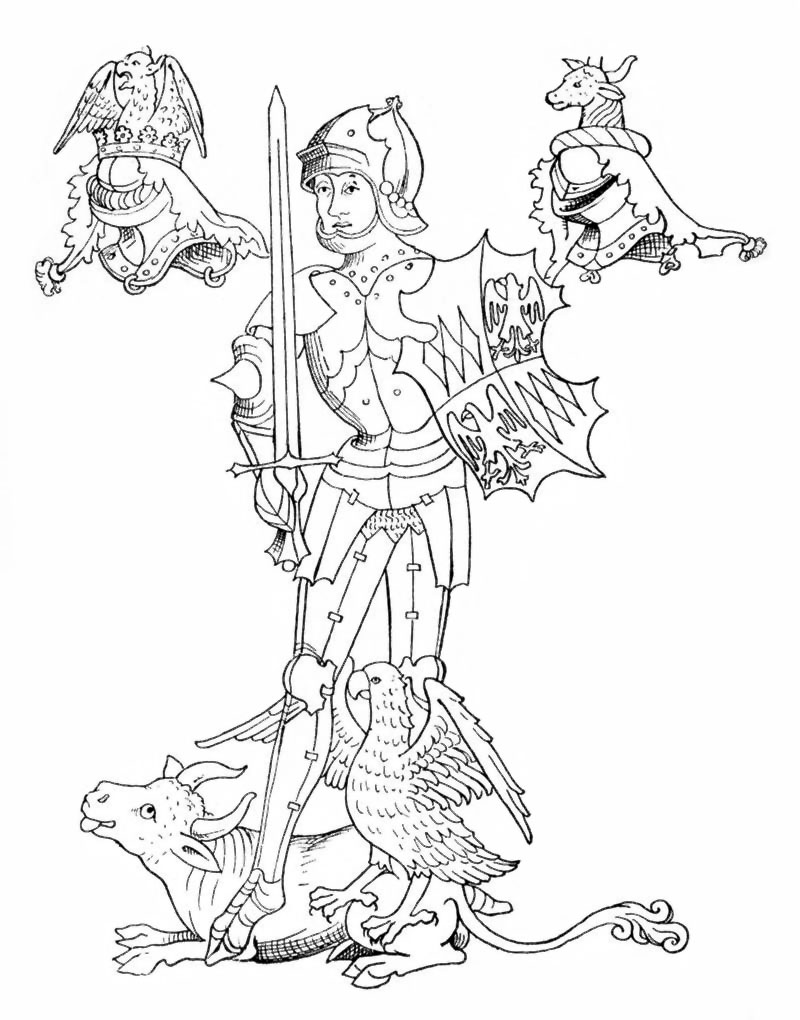
ريتشارد نيفيل (وارويك صانع الملوك)

ريتشارد نيفيل (بالإنجليزية: Richard Neville)‏ ولد في 22 نوفمبر من عام 1428 وتوفي في معركة بارنيت 14 أبريل من عام 1471م. عُرف بلقب وارويك صانع الملوك. كان ريتشارد نيفيل رجلاً نبيلاً ومسؤولاً وقائداً عسكرياً.

## روابط خارجية
- ريتشارد نيفيل، إيرل وارويك السادس عشر على موقع الموسوعة البريطانية (الإنجليزية)
- ريتشارد نيفيل، إيرل وارويك السادس عشر على موقع الموسوعة البريطانية (الإنجليزية)
- ريتشارد نيفيل، إيرل وارويك السادس عشر على موقع إن إن دي بي (الإنجليزية)